# كاس 30
كاس 30 (بالإنجليزية: Case 30)‏ هو مؤشر لبورصتي القاهرة والإسكندرية في مصر. وهو يقيس أداء أنشط 30 شركة متداولة في البورصة المصرية، حيث يقيس قيمة رأس مال السوق لهذه الشركات. وقد بدأ هذا المؤشر من مستوى 1000 نقطة في 1 يناير عام 1998.